# Lázaro
Lázaro de Betânia é uma personagem bíblico descrito no Evangelho segundo João como um amigo que Jesus teria ressuscitado, irmão de Marta e de Maria. Seu nome, provavelmente do grego, corresponde ao hebraico Eleazar (אלעזר), e significa literalmente "Deus ajudou".
De acordo com a tradição católica, Lázaro ressuscitado teria se dirigido à Provença depois da morte de Jesus em companhia de suas irmãs e de outras pessoas. Ele também teria sido o primeiro bispo de Marselha. Esta versão, porém, é contestada por historiadores. Segundo registros históricos mais completos, para escapar da perseguição, Lázaro teria se dirigido para Chipre, se estabelecendo na então cidade de Cítio, hoje Lárnaca, encontrando-se com o apóstolo Paulo, tendo vivido por 30 anos e morrido de velhice. Sua tumba original, feita de mármore, estava localizada no local onde hoje está a igreja de São Lázaro, em Lárnaca. De acordo com os registros históricos, os restos mortais de Lázaro foram levados para Constantinopla por ordem do Imperador Leo VI. Porém, em 1972 foram encontrados remanescentes dos restos mortais de Lázaro escondidos na igreja atual. O local onde estes remanescentes foram encontrados está hoje preservado sob a igreja e está aberto para visita.
Na Idade Média tornou-se o padroeiro dos leprosos pela associação errada feita com seu homônimo, Lázaro (mendigo e leproso), narrado na parábola mencionada por Lucas - Parábola do Lázaro e do Rico.

## Representações Ficcionais
No seu romance histórico, O Evangelho Segundo Lázaro, Richard Zimler explora uma amizade muito particular, a que une Jesus e Lázaro, desde os tempos em que eram ambos crianças. O livro foi caracterizado pelo jornal Público como "o romance mais completo e magistral de Zimler".